# Peter Weimar (Rechtswissenschaftler)
Peter Weimar (* 29. Januar 1937 in Frankfurt am Main; † 28. April 2009 in Winterthur) war ein deutscher Jurist.

## Leben
Weimar studierte Jura an der Johann Wolfgang Goethe-Universität Frankfurt am Main und absolvierte dort 1964 die Assessorprüfung. Er war unter anderem ein Schüler von Helmut Coing. Ab 1965 war er als wissenschaftlicher Mitarbeiter am Max-Planck-Institut für europäische Rechtsgeschichte tätig, wo er zunächst an seiner Dissertation (1968) arbeitete und von 1971 bis 1976 die von ihm aufgebaute Arbeitsgruppe für Legistik (das weltliche Recht auf römischrechtlicher Grundlage) leitete. Zwischenzeitlich forschte er auch als Research Associate an der Yale Graduate School New Haven und der UC Berkeley School of Law (1970/1971).
1976 wurde Weimar zum außerordentlichen und 1981 zum ordentlichen Professor für Privatrecht und Römisches Recht an der Universität Zürich berufen. Dort lehrte er bis zu seiner Emeritierung am 31. März 2003.
Schwerpunkt seiner Forschung war das mittelalterliche Zivilrecht. Er war Mitherausgeber, wissenschaftlicher Berater und Autor von über 100 Artikeln für das Lexikon des Mittelalters.
Weimar war seit 1966 mit einer Juristin verheiratet und hatte vier Kinder. Er starb 2009 im Alter von 72 Jahren an einem Tumor.

## Schriften (Auswahl)
- Hg.: Die Renaissance der Wissenschaften im 12. Jahrhundert. Interdisziplinäre Vortragsreihe der Universität Zürich und der Eidgenössischen Technischen Hochschule Zürich, Winter 1979/80. Zürich 1981, ISBN 3-7608-0552-3.
- Zur Renaissance der Rechtswissenschaft im Mittelalter. Goldbach 1997, ISBN 3-8051-0207-0.
- Hg.: Obligationenrecht. OR. Vollständige Textausgabe mit wichtigen Nebengesetzen und Verordnungen. Zürich 2009, ISBN 978-3-906709-69-7.
- Hg.: ZGB. Schweizerisches Zivilgesetzbuch. Vollständige Textausgabe mit wichtigen Nebengesetzen und Verordnungen. Zürich 2009, ISBN 978-3-906709-68-0.